# 塞阿努里
塞阿努里（西班牙語：Ceánuri）是西班牙巴斯克自治区比斯开省的一个市镇。总面积67平方公里，总人口1143人（2001年），人口密度17人/平方公里。